# Noordlaren
Noordlaren – wieś w Holandii, w prowincji Groningen, w gminie Haren. Została założona ok. 850 lat temu.
Miejscowość jest słynna ze względu na lodowisko znajdujące się w okolicy szkoły podstawowej, na którym co roku organizowany jest maraton łyżwiarski.